# Eugenio Cavallini
Eugenio Cavallini (* 16. Juni 1806 in Mailand; † 11. April 1881 ebenda) war ein italienischer Violinist, Violist, Dirigent und Komponist.

## Leben und Werk
Eugenio Cavallini studierte Violine und Komposition am Mailänder Konservatorium unter der Leitung von Alessandro Rolla. Er wurde einer dessen bester Schüler und erlangte bald den Ruf eines talentierten Konzertdirigenten.
Als Mitglied des Scala-Orchesters wurde Eugenio Cavallini erster Geiger und ab 1832 Ersatz-Dirigent von Rolla, den er im folgenden Jahr als Musikdirektor beerbte. 1849 folgte er seinem Lehrer Rolla auch als Geigenlehrer ans Mailänder Konservatorium. Diese Stellung hatte er bis 1868 inne. Ab 1838 etablierte er sich mit seinem Bruder Ernesto und dem Flötisten Giuseppe Raboni in Mailand und Livorno als Konzertspieler. Vor allem aber war er in den „musikalischen Akademien“ tätig, die alljährlich von März bis Juli im Kasino der Mailänder Adligen stattfanden. Dort wurden Symphonien und Ouvertüren von Haydn, Mozart, Beethoven, Auber, Mercadante, Spohr, Weber aus dem Stegreif aufgeführt. Das Orchester bestand aus Professoren, Amateuren und Studenten des Konservatoriums. Dieses Orchester wurde von Ferrara gut geleitet und von Eugenio Cavallini effektiv unterstützt. Manche dieser „Akademien“ fanden auch in Privatwohnungen statt. Cavallini trat bei solchen Kammeraufführungen mit Aufführungen von Beethoven-Werken wie der Kreutzer-Sonate und des Erzherzog-Trio hervor. 1846 wurde er Direktor der Società filarmonica unter dem Vorsitz von Graf Antonio Belgioioso, die häufig  im Musikhaus Francesco Lucca auftrat.
Eugenio Cavallini schrieb Instrumentalmusik und didaktische Musikstücke. Er starb am 11. April 1881 in Mailand.